# Charles de Saint-Albin
Louis Charles de Saint-Albin (5. dubna 1698, Paříž – 9. května 1764, Paříž), známý také jako Abbé d’Orléans, byl francouzský římskokatolický duchovní, arcibiskup z Cambrai.

## Život
Louis Charles de Saint-Albin byl nelegitimním synem regenta Filipa II. Orleánského a operní tanečnice Florence Pellegrinové (1660 – 26. června 1716). Legitimním synem se stal v roce 1708.
Byl jmenován opatem v Saint-Ouen v Rouenu. Následně, 6. října 1721 byl jmenován biskupem a vévodou v Laonu. Po smrti kardinála Duboise v srpnu 1723 byl jmenován arcibiskupem z Cambrai.
Je pohřben v kostele svatého Sulpicia v Paříži.